# Adolphe Marbot

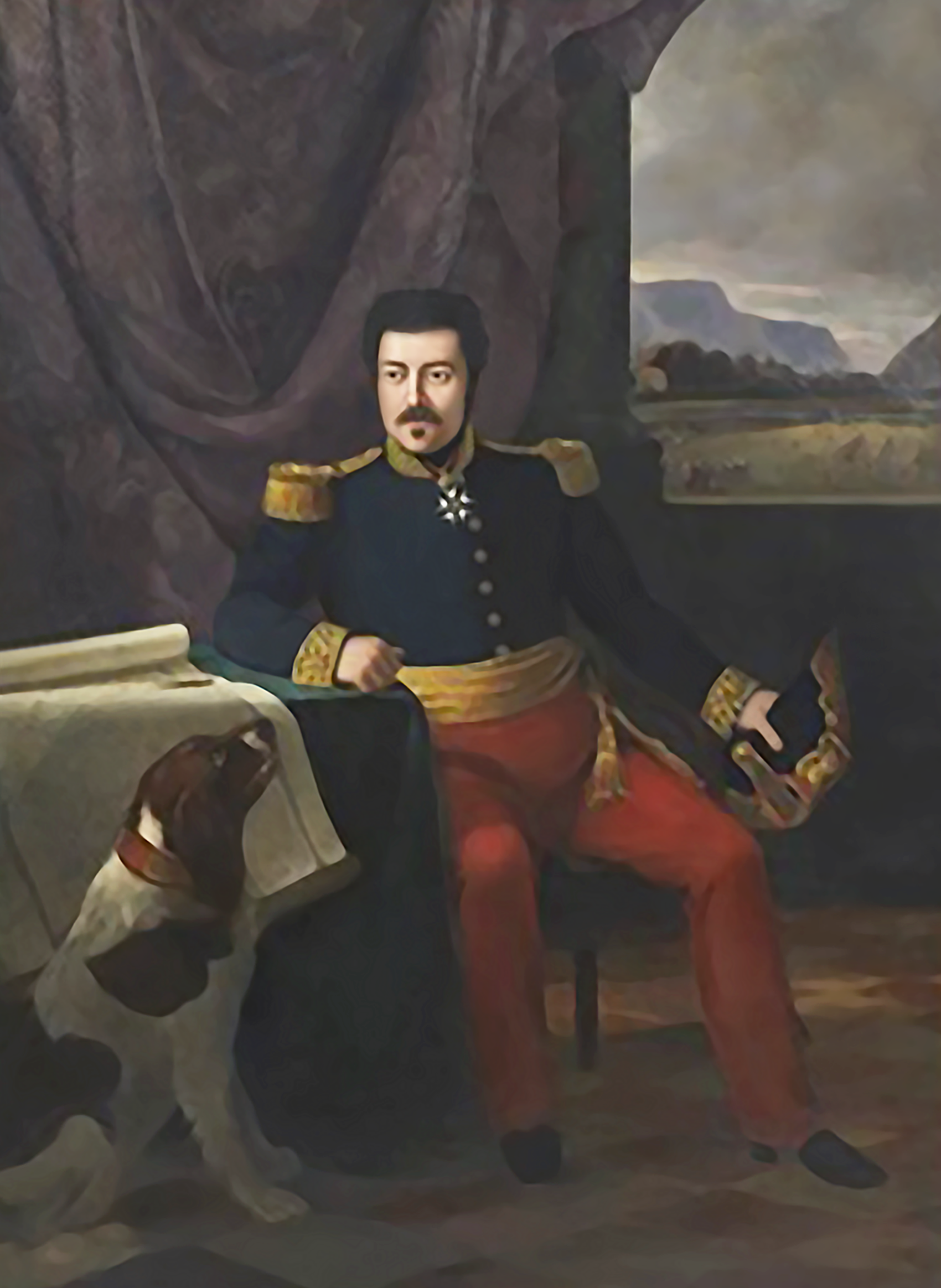
General Adolphe Marbot

Antoine Adolphe Marcelin Marbot, bekannt als Adolphe Marbot (Aussprache: [adɔlf maʁbo]; * 22. März 1781 in Altillac; † 2. Juni 1844 in Brâ bei Tulle), war ein französischer Maréchal de camp (Brigadegeneral).

## Leben
Sein Vater war General Jean-Antoine Marbot (1754–1800). Sein jüngerer Bruder Marcellin Marbot (1782–1854) war ebenfalls General. Adolphe Marbot wurde bereits in jungen Jahren Soldat. Während der französischen Revolutionskriege wurde er zum Offizier befördert. Er war Adjutant von Jean-Baptiste Bernadotte, dem späteren König Karl XIV. Johann von Schweden.
Im Jahre 1802 wurde er verhaftet, da man ihm vorwarf an einem Komplott der Republikaner gegen das Konsulat beteiligt zu sein. Er wurde zwar freigelassen, Napoleon Bonaparte betrachtete ihn aber weiter als Gegner der bestehenden Herrschaft.
Nachdem er in Santo Domingo seinen Dienst beim Militär tat, nahm er am Vierten Koalitionskrieg (1806–1807) teil. In den Jahren 1808 bis 1811 wurde er im Krieg auf der Pyrenäenhalbinsel eingesetzt. Während des Russlandfeldzugs 1812 wurde er verwundet und als Kriegsgefangener festgesetzt. Nach zwei Jahren Gefangenschaft kehrte er nach Frankreich zurück. 1814, während der Herrschaft der Hundert Tage war er Adjutant von Marschall Davout. Kurz danach wurde er in den Ruhestand versetzt.
Erst 1830 trat er wieder in Erscheinung und wurde während des Juli-Königtums unter Louis-Philippe General.

## Ehrungen
- Ehrenlegion: Ritter (1807)
- Orden von Saint-Louis: Ritter (1814)
- Ehrenlegion: Offizier (1831)
- Ehrenlegion: Kommandeur (1832)